# Węgielnik (wzniesienie)

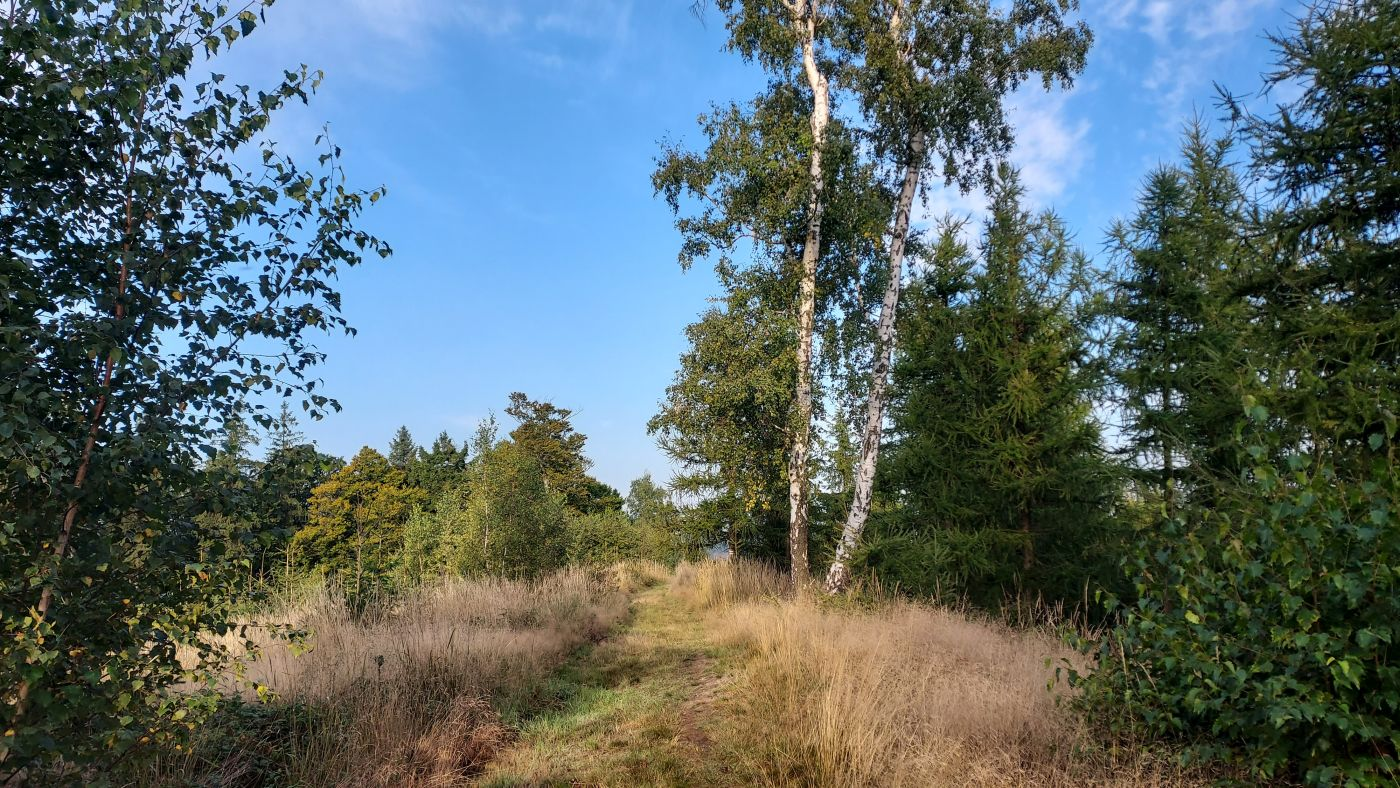
Szczyt Węgielnika od strony Strugi

Węgielnik (niem. Engels-Berg, Engelsberg) – wzniesienie o  wysokości 621 m n.p.m., w południowo-zachodniej Polsce, w Sudetach Środkowych, w paśmie Gór Wałbrzyskich.
Wzniesienie położone jest w północno-zachodniej części Gór Wałbrzyskich, w Masywie Trójgarbu i Krąglaka, na północny zachód od Szczawna Zdroju. Jest szczytem, który od północnej strony góruje około 200 m nad Lubominem. Wzniesienie w kształcie rozciągniętego stożka o dość stromych zboczach wznosi się na wschodnim grzbiecie odchodzącym od Trójgarbu.
Ma zróżnicowaną budowę geologiczną, zbudowane jest ze skał wulkanicznych – czerwonych porfirów, natomiast zbocza i najbliższe otoczenie ze skał osadowych – zlepieńców, piaskowców, szarogłazów, mułowców i łupków, w których znajdują się pokłady węgla kamiennego.
Węgielnik po południowej, północnej i wschodniej stronie jest porośnięty lasem świerkowym regla dolnego z niewielką domieszką drzew liściastych. Zachodnia strona wzniesienia porośnięta jest w całości lasem. Zbocza po południowej, północnej i wschodniej stronie poniżej poziomu 520 m n.p.m. zajmują użytki rolne o przewadze górskich łąk.
W latach 1787–1795 na zboczu góry funkcjonowała kopalnia węgla kamiennego "Friedrich Wilhelm", należąca do braci Treutler z Wałbrzycha. Złoże węgla udostępnione było dwiema sztolniami wydrążonymi ze zbocza w głąb góry.
Nazwa wzgórza Węgielnik pochodzi od wychodni pokładu węgla kamiennego warstw żaclerskich.
Wzniesienie położone jest na terenie Obszaru Chronionego Krajobrazu Kopuły Chełmca, Trójgarbu i Krzyżowej Góry koło Strzegomia.

## Szlaki turystyczne
– niebieski szlak: Zamek Cisy – Trójgarb – Witków.
Na szczycie góry położony jest punkt widokowy z panoramą: Jeziora Dobromierz, Pogórza Wałbrzyskiego, Szczawna Zdroju, Zamku Książ i najbliższej okolicy.